# Hoplophorella pustulata
Hoplophorella pustulata är en kvalsterart som beskrevs av Sandór Mahunka 1993. Hoplophorella pustulata ingår i släktet Hoplophorella och familjen Phthiracaridae. Inga underarter finns listade i Catalogue of Life.